# York Castle
York Castle är en lämning efter en medeltida befästning i England. Det ligger i York på södra sidan av River Foss, 280 km norr om London. 
York Castle började byggas redan i mitten av 1000-talet i samband med normandernas erövring av England, då i form av en motteborg. Den byggdes i syfte att försvara landet från vikingarna och kontrollera den där belägna vikingastaden Jórvík (som är grunden till namnet York). På 1200-talet uppfördes kärntornet Clifford's Tower, idag ett välkänt landmärke och ruin som förvaltas av English Heritage. Stora delar av York Castle förstördes i en explosion 1684. Förutom för militära syften har anläggningen nyttjats som säte för den regionala administionen, fängelse, domstol med mera.